# Pseudo Echo
Pseudo Echo é uma banda australiana de new wave e synthpop, formada na cidade de Melbourne, em 1982. Na década de 80, era considerada a segunda banda mais importante do país, atrás apenas do INXS. No início, fazia parte do movimento New Romantic, mostrando claras influências de bandas como Duran Duran, Visage e Ultravox. A partir do terceiro álbum, mudaram para o estilo pop rock. Os integrantes se separaram em 1990, voltando às atividades em 1998. O último trabalho lançado foi o álbum Ultraviolet, em meados de 2014.

## Discografia
Álbuns de estúdio
- Autumnal Park - 1984
  - Pseudo Echo - 1984 (Versão estadunidense de Autumnal Park)
- Love An Adventure - 1985
- Race - 1989
- Teleporter - 2000
- Ultraviolet - 2014

Compilações
- Long Plays (83 - 87) - 1987
- Best Adventures - 1995
- The 301 Demo Sessions - 2006